# 新漢普頓 (密蘇里州)
新漢普頓（英語：New Hampton）是位於美國密蘇里州哈里森縣的城市。

## 人口
根據2020年美國人口普查的數據，新漢普頓的面積為1.42平方千米，皆為陸地。當地共有人口228人，而人口密度為每平方千米161人。